# Anklam–Lassaner Kleinbahn
| |                     |                         |                                  |
| Kursbuchstrecke: | 112c (1934)         |                         |                                  |
| Streckenlänge: | 32,62 km            |                         |                                  |
| Spurweite: | 600 mm (Schmalspur) |                         |                                  |
| Minimaler Radius: | 27 m                |                         |                                  |
| |                     |                         |                                  |
| \| \| \| von MPSB \| \| \| \| 0,00 \| Anklam Kleinbahnhof \| Anklam Kleinbahnhof \| \| \| 0,50 \| Anklam Peenedamm \| Anklam Peenedamm \| \| \| 1,25 \| \| Angermünde-Stralsunder Eisenbahn \| \| \| 2,90 \| Anschlussstelle Ziethen \| Anschlussstelle Ziethen \| \| \| 4,16 \| Relzow \| Relzow \| \| \| 7,03 \| Daugzin \| Daugzin \| \| \| 8,64 \| Murchin Rübenweiche \| Murchin Rübenweiche \| \| \| 9,03 \| Rubkow Rübenweiche \| Rubkow Rübenweiche \| \| \| 10,430,00 \| Krenzow \| Krenzow \| \| \| \| \| \| \| \| 0,58 \| Rubkow Gutsweiche \| Rubkow Gutsweiche \| \| \| 1,90 \| Buggow Rübenweiche \| Buggow Rübenweiche \| \| \| 2,90 \| Buggow \| Buggow \| \| \| 5,77 \| Wahlendow \| Wahlendow \| \| \| 7,50 \| nach Pamitz \| nach Pamitz \| \| \| 10,50 \| Buddenhagen (Klb) \| Buddenhagen (Klb) \| \| \| 10,94 \| Krenzow Gutsweiche \| Krenzow Gutsweiche \| \| \| 12,32 \| Zarrentin \| Zarrentin \| \| \| 14,49 \| Anschlussstelle Pinnow \| Anschlussstelle Pinnow \| \| \| 15,31 \| Lentschow \| Lentschow \| \| \| 17,5 \| Lentschow Rübenweiche0 \| Lentschow Rübenweiche0 \| \| \| 18,09 \| Papendorf \| Papendorf \| \| \| 18,20 \| Papendorfer Weiche \| Papendorfer Weiche \| \| \| 19,46 \| Lassan \| Lassan \| \| \| 20,63 \| Lassan Hafen \| Lassan Hafen \| |                     |                         |                                  |
| Strecke (außer Betrieb) |                     | von MPSB                | von MPSB                         |
| Bahnhof (Strecke außer Betrieb) | 0,00                | Anklam Kleinbahnhof     | Anklam Kleinbahnhof              |
| Haltepunkt / Haltestelle (Strecke außer Betrieb) | 0,50                | Anklam Peenedamm        | Anklam Peenedamm                 |
| Kreuzung (Strecke geradeaus außer Betrieb) | 1,25                |                         | Angermünde-Stralsunder Eisenbahn |
| Dienststation / Betriebs- oder Güterbahnhof (Strecke außer Betrieb) | 2,90                | Anschlussstelle Ziethen | Anschlussstelle Ziethen          |
| Bahnhof (Strecke außer Betrieb) | 4,16                | Relzow                  | Relzow                           |
| Bahnhof (Strecke außer Betrieb) | 7,03                | Daugzin                 | Daugzin                          |
| Dienststation / Betriebs- oder Güterbahnhof (Strecke außer Betrieb) | 8,64                | Murchin Rübenweiche     | Murchin Rübenweiche              |
| Dienststation / Betriebs- oder Güterbahnhof (Strecke außer Betrieb) | 9,03                | Rubkow Rübenweiche      | Rubkow Rübenweiche               |
| Bahnhof (Strecke außer Betrieb) | 10,430,00           | Krenzow                 | Krenzow                          |
| Abzweig geradeaus und nach links (Strecke außer Betrieb) · Strecke von rechts (außer Betrieb) |                     |                         |                                  |
| Strecke (außer Betrieb) · Dienststation / Betriebs- oder Güterbahnhof (Strecke außer Betrieb) | 0,58                | Rubkow Gutsweiche       | Rubkow Gutsweiche                |
| Strecke (außer Betrieb) · Dienststation / Betriebs- oder Güterbahnhof (Strecke außer Betrieb) | 1,90                | Buggow Rübenweiche      | Buggow Rübenweiche               |
| Strecke (außer Betrieb) · Bahnhof (Strecke außer Betrieb) | 2,90                | Buggow                  | Buggow                           |
| Strecke (außer Betrieb) · Bahnhof (Strecke außer Betrieb) | 5,77                | Wahlendow               | Wahlendow                        |
| Strecke (außer Betrieb) · Abzweig geradeaus und nach links (Strecke außer Betrieb) | 7,50                | nach Pamitz             | nach Pamitz                      |
| Strecke (außer Betrieb) · Kopfbahnhof Streckenende (Strecke außer Betrieb) | 10,50               | Buddenhagen (Klb)       | Buddenhagen (Klb)                |
| Dienststation / Betriebs- oder Güterbahnhof (Strecke außer Betrieb) | 10,94               | Krenzow Gutsweiche      | Krenzow Gutsweiche               |
| Haltepunkt / Haltestelle (Strecke außer Betrieb) | 12,32               | Zarrentin               | Zarrentin                        |
| Dienststation / Betriebs- oder Güterbahnhof (Strecke außer Betrieb) | 14,49               | Anschlussstelle Pinnow  | Anschlussstelle Pinnow           |
| Bahnhof (Strecke außer Betrieb) | 15,31               | Lentschow               | Lentschow                        |
| Dienststation / Betriebs- oder Güterbahnhof (Strecke außer Betrieb) | 17,5                | Lentschow Rübenweiche0  | Lentschow Rübenweiche0           |
| Haltepunkt / Haltestelle (Strecke außer Betrieb) | 18,09               | Papendorf               | Papendorf                        |
| Dienststation / Betriebs- oder Güterbahnhof (Strecke außer Betrieb) | 18,20               | Papendorfer Weiche      | Papendorfer Weiche               |
| Bahnhof (Strecke außer Betrieb) | 19,46               | Lassan                  | Lassan                           |
| Betriebs-/Güterbahnhof Streckenende (Strecke außer Betrieb) | 20,63               | Lassan Hafen            | Lassan Hafen                     |

Die Anklam–Lassaner Kleinbahn (ALKB) wurde am 30. März 1895 als Aktiengesellschaft mit der Firma Kleinbahngesellschaft Anklam−Lassan in Greifswald gegründet. An ihr waren der Preußische Staat, die Provinz Pommern, der Kreis Greifswald sowie die Städte Greifswald und Lassan – in den ersten Jahren auch die Firma Lenz & Co. GmbH – beteiligt. Am 1. Januar 1940 ging sie in den Greifswalder Bahnen der Pommerschen Landesbahnen auf.

## Geschichte
Die Anklam-Lassaner-Kleinbahn (ALKB) erschloss mit zwei Kleinbahnstrecken die Umgebung der Stadt Anklam in Vorpommern nördlich der Peene und den Lassaner Winkel. Ausgangspunkt war die Stadt Anklam, wo Anschluss zur Staatsbahnstrecke Stralsund–Pasewalk und zum Netz der Mecklenburg-Pommerschen Schmalspurbahn AG bestand. Der überwiegende Teil der Strecken wurde am 17. April 1896 eröffnet.
Im Sommer 1914 verkehrten zwei bis drei Zugpaare täglich zwischen Anklam und Lassan, die eine Fahrzeit von fast eineinhalb Stunden hatten. An Markttagen wurde ein zusätzliches Zugpaar eingelegt. Von Anklam nach Buddenhagen und zurück fuhr nur mittwochs, sonn- und feiertags im Sommer ein einziger Zug. Die Strecke blieb weit hinter den Erwartungen zurück und wurde bereits ab 1927 nur noch bis Rubkow betrieben. Zwei Jahre später wurde das Streckenstück Wahlendow–Pamitz abgebaut.
1910 ging die Betriebsführung von Lenz & Co zur Kleinbahnabteilung des Provinzialverbandes Pommern in Stettin über. Nach ihrer Auflösung trat 1920 an deren Stelle die Vereinigung vorpommerscher Kleinbahnen und 1937/1938 die Landesbahndirektion Pommern. Als am 1. Januar 1940 die Pommerschen Landesbahnen als Körperschaft des öffentlichen Rechts entstanden waren, wurde die Kleinbahn Anklam–Lassan mit einer Streckenlänge von 16 Kilometern den Greifswalder Bahnen zugeordnet. In der Literatur (Bufe) wird gelegentlich auch von einer „Anklamer Bahn“ gesprochen.
Der spärliche Personenverkehr kam schon in der Krisenzeit nach dem Ersten Weltkrieg mehr und mehr zum Erliegen und wurde 1927 ganz durch Omnibusse ersetzt.
1935 beförderte die GGE 3.621 Personen und 18.004 Tonnen Güter.
Im Sommer 1945 soll es jedoch noch einmal Personenbeförderung auf der Schiene gegeben haben.
Aber auch der Güterverkehr, dem die Bahn hauptsächlich dienen sollte, blieb hinter den Erwartungen zurück, so dass in den 1930er Jahren nur noch die Strecke Anklam–Lassan nebst einem Abzweig von Crenzow nach Rubkow befahren wurde. Was an Gleisen noch nicht in den 1920er Jahren abgebaut worden war, wurde im Herbst 1945 für Reparationszwecke demontiert.

## Streckennetz

### Streckenführung

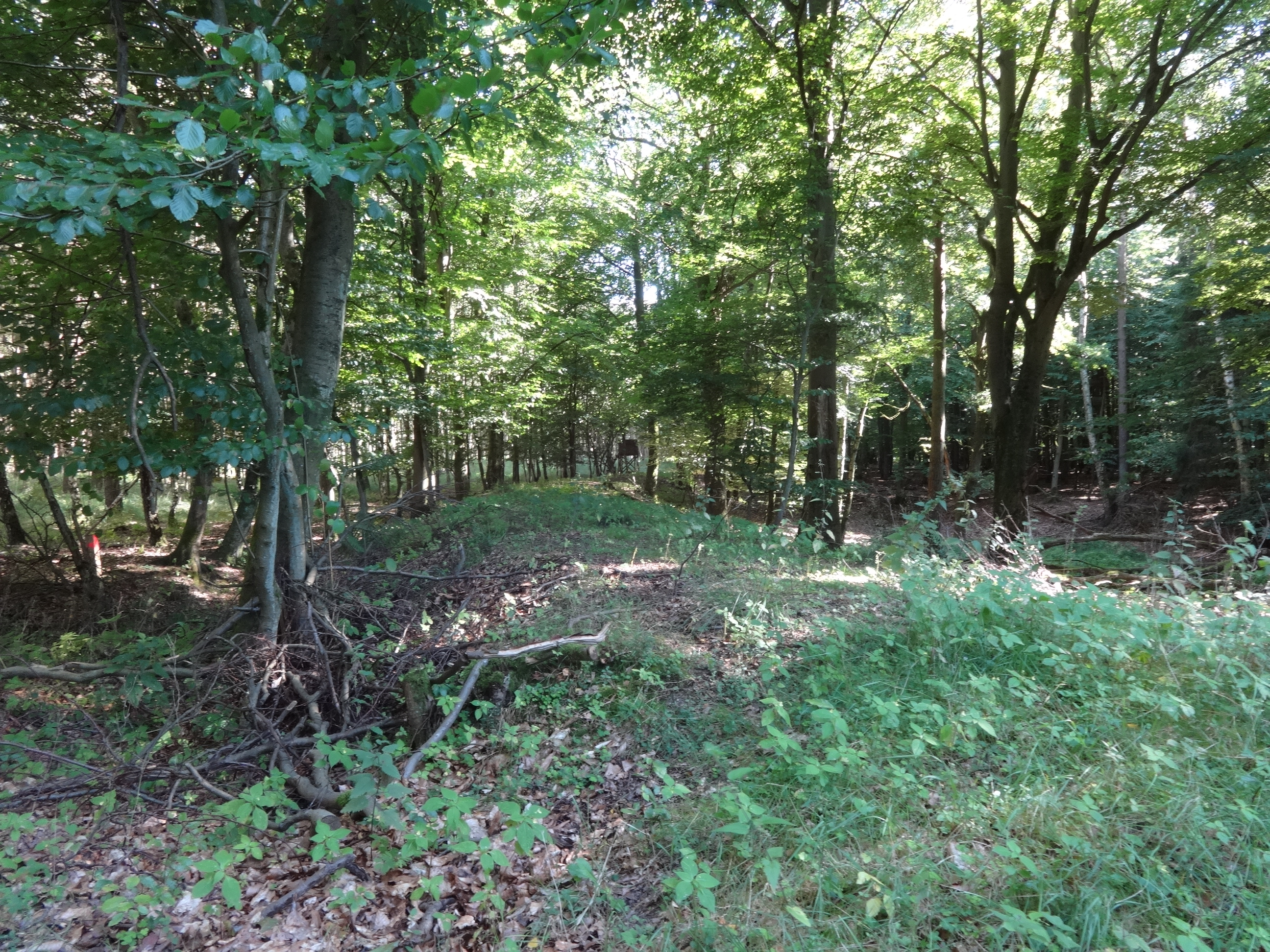
Ehemalige Trasse der Kleinbahn

Das anfangs insgesamt 32,62 Kilometer lange Netz hatte seinen Ausgangspunkt in Anklam und war zunächst östlich der Greifswalder Straße am nördlichen Ufer der Peene trassiert, da die bestehende hölzerne Anklamer Peenebrücke nicht genügend Tragkraft für eine zusätzliche Kleinbahn besaß. Umständliche Umladevorgänge von der Bahn auf Fuhrwerke waren deshalb nötig. Spätestens mit dem Anschluss des Getreidespeichers konnten im Stadtgebiet von Anklam die erforderlichen Bahnanlagen in Hafennähe errichtet werden. Zusätzlich wurde ein Anschlussgleis zur MPSB verlegt, das auch den Anschluss zur Staatsbahn in Anklam ermöglichte.
Beim Verlassen des ALKB-Bahnhofs in Anklam (Peene-Bahnhof) führte das Lassaner Streckengleis zunächst in eine Spitzkehre in der Ravelinstraße, wo sich auch Anschlussgleise zur örtlichen Kartoffelflockenfabrik befanden. Es verlief in gegensätzlicher Richtung weiter in Richtung Peenebrücke. Nach Überqueren der 1927 neu errichteten Klappbrücke, die auch dem Straßenverkehr diente, führte das Gleis in der Greifswalder Straße weiter in nördliche Richtung. Die Strecke kreuzte zusammen mit der Greifswalder Straße niveaugleich die Staatsbahnstrecke (Berlin–) Angermünde–Stralsund, wobei die Kleinbahnstrecke an diesem Punkt durch Entgleisungsweichen und Formsignale technisch gesichert war. Im Wesentlichen verlief das Gleis der ALKB auch auf den weiteren Streckenabschnitten entlang von vorhandenen Wegen und Straßen.
Das Gleis führte in nördlicher Richtung bis Krenzow (10,4 km), wo sich der Abzweig zum Streckenast nach Buddenhagen befand. Die Lassaner Strecke beschrieb einen Bogen und führte in östlicher Richtung weiter nach Lassan (19,4 km) am Peenestrom, wo zeitweise auch der Hafen und die örtliche Möbelfabrik bedient wurden. Von Krenzow ging die zweite Strecke nördlich über Wahlendow weiter bis Buddenhagen (11,0 km) an der Staatsbahnlinie Züssow–Wolgast. Die Strecke führte teilweise durch größere Forstgebiete, die der Bahn auch Langholztransporte sicherten. Von Wahlendow zweigte seit dem 5. Oktober 1899 noch eine nur einen Kilometer lange Bahn nach Pamitz ab.
In den Statistiken wird die Streckenlänge 1928 noch mit 27 Kilometern und 1939 mit 21 Kilometern angegeben. Zuletzt (1940/44) heißt es, davon seien fünf Kilometer stillgelegt worden.

### Oberbau
Das komplette Netz der ALKB wurde mit 600 Millimetern Spurweite ausgeführt und durch die Lenz & Co. GmbH errichtet. Es kamen ausschließlich Holzschwellen zum Einsatz (eine Schwelle pro Meter Gleis), auf denen neun Meter lange Vignolschienen mit einer Masse von 13,92 Kilogramm pro Meter lagen. Innerhalb der Stadt Anklam wurden Rillenschienen mit einer Masse von 26,5 Kilogramm pro Meter eingepflastert. Ohne Grunderwerb betrugen die Kosten für die Herstellung der Bahnstrecken 824.500 Goldmark.

### Anschlussgleise

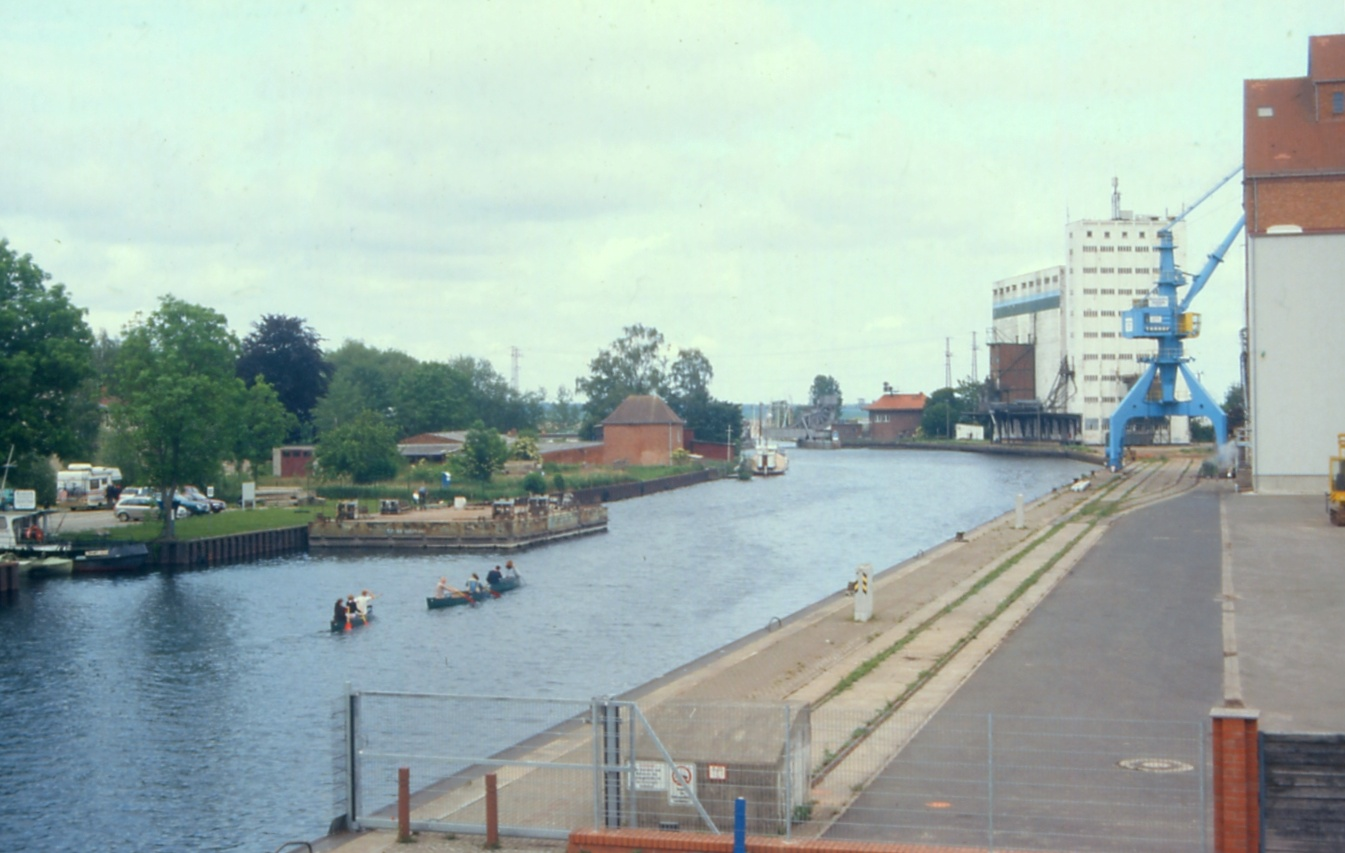
Der Peenehafen in Anklam (heutige Situation mit Normalspurgleis)

Auf der ALKB überwog von Anfang an der Güterverkehr. Zahlreiche Gleisanschlüsse ermöglichten den An- und Abtransport von Waren der Betriebe und Höfe per Bahn, so unter anderem die folgenden Unternehmen:
- Anklamer Kartoffelflockenfabrik
- Anklamer Hafenspeicher
- Anklamer Zellenspeicher (ab 1935)
- Anklamer Bodenspeicher
- Anklamer Zuckerfabrik (bis 1935)
- Buddenhagen Holzverladung
- Gut Lentschow
- Gut Papendorf
- Gut Zarrenthin
- Lassan Fischerhafen
- Lassan Möbelfabrik

Außerdem bestand seit 1899 ein Anschlussgleis zum Streckennetz der MPSB, das zum Wagenübergang zwischen den beiden Kleinbahnen diente.

## Fahrzeuge der ALKB

### Lokomotiven
| Lokomotiven der ALKB | Lokomotiven der ALKB | Lokomotiven der ALKB | Lokomotiven der ALKB | Lokomotiven der ALKB | Lokomotiven der ALKB |
| -------------------- | -------------------- | -------------------- | -------------------- | -------------------- | -------------------- |
| Loknr.               | Bauart               | Hersteller           | Bauj.                | Fabriknr.            | Bemerkungen          |
| 1q                   | Cn2t                 | Vulcan               | 1895                 | 1480                 |                      |
| 2q                   | Cn2t                 | Vulcan               | 1895                 | 1481                 |                      |
| 3q                   | Cn2t                 | Vulcan               | 1895                 | 1482                 | † nach 1935          |

Die ALKB verfügte über drei von Vulcan gebaute Nassdampflokomotiven (Lenz-Typ q). Zur Reduzierung der Achslasten waren diese Lokomotiven mit drei Treibachsen ausgeführt, ihre Dienstmasse wird mit 10,4 t angegeben. Einige Quellen nennen eine vierte Dampflok (Hagans, Baujahr 1899, Fabriknr.: 387), die um 1910 vor Personenzügen im Einsatz gewesen sein soll. Diese besaß jedoch im Gegensatz zu den Lokomotiven 1q – 3q nur zwei Treibachsen. Zwei Lokomotiven wurden von den Pommerschen Landesbahnen übernommen und erhielten die Betriebsnummern 301 und 302.

### Wagenpark
| Wagen der ALKB | Wagen der ALKB | Wagen der ALKB | Wagen der ALKB | Wagen der ALKB |
| -------------- | -------------- | -------------- | -------------- | -------------- |
| Bauart         | Hersteller     | Baujahr        | Anzahl         | LüP in mm      |
| Pw             | Gör            | 1895           | 1              | 6050           |
| C              | Gör            | 1896           | 4              | 6050           |
| Ow             | Gör, Beu       | 1895/98        | 70             | 4600           |
| Gw             | Gör            | 1895           | 9              | 4600           |
| GGw            | Gör            | 1897/ 1907     | 3              | 9100           |
| Draine         | Gör            | ?              | 1              | 3300           |

Aufgrund des geringen Fahrgastaufkommens gab es bei der ALKB lediglich vier Personenwagen, die jeweils 18 Personen Platz boten. Außerdem war ein ebenfalls 6.050 Millimeter langer Gepäckwagen vorhanden. Für den Güterverkehr verfügte die Bahngesellschaft über insgesamt 82 Güterwagen, wobei 70 Wagen Güterwagen offener Bauart waren und teilweise auch zum Rübentransport eingesetzt wurden. Drei vierachsige gedeckte Güterwagen waren zum Transport von Möbelstücken aus der Lassaner Möbelfabrik, die ein eigenes Anschlussgleis besaß, geeignet. Es ist belegt, dass zwischenzeitlich Fahrzeuge von der MPSB angemietet worden sind.

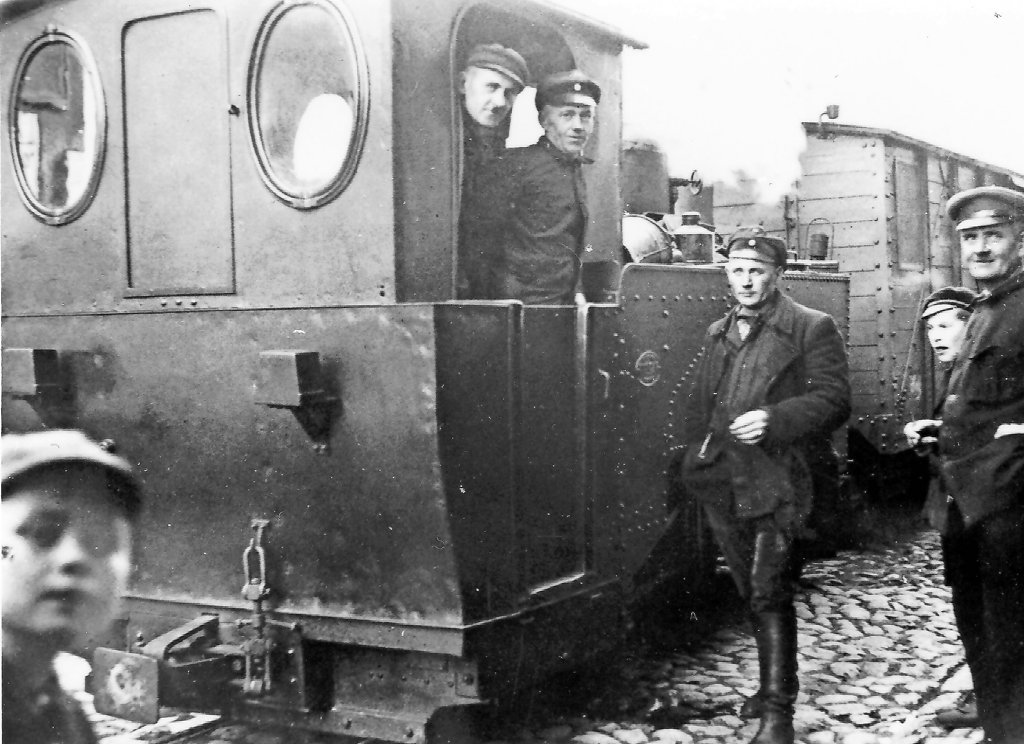
Dampflok von hinten
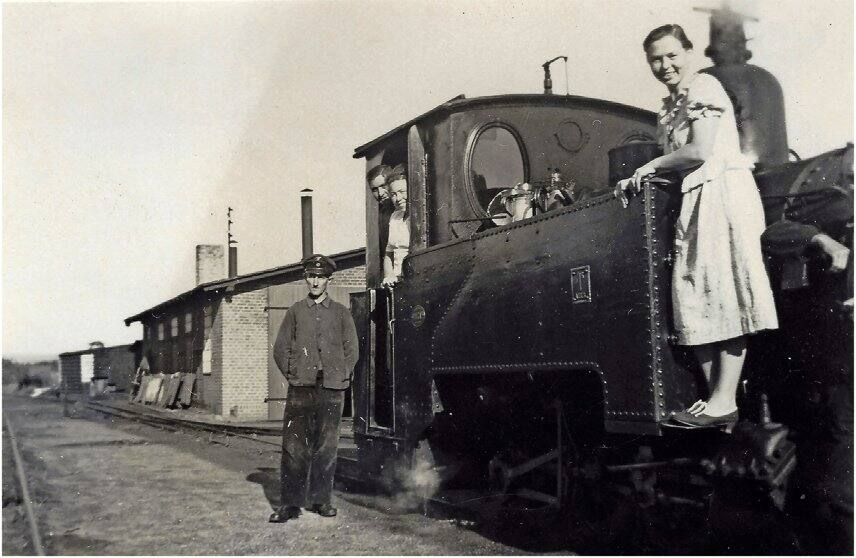
Dampflok von vorn
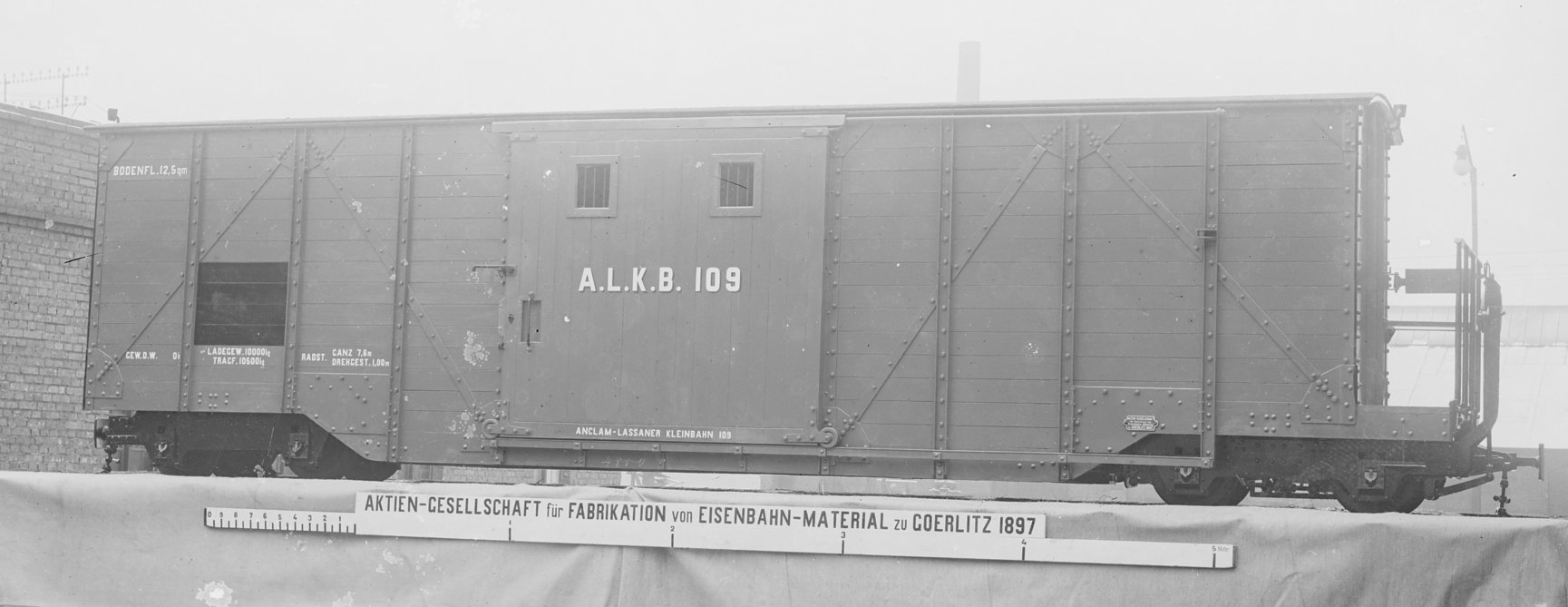
Vierachsiger gedeckter Güterwagen, Gattung GG für Möbeltransport

## Zugunglück
Wie die Greifswalder Zeitung vom 7. Januar 1896 berichtete, gab es bereits im Jahr der Fertigstellung das erste Schienenunglück. Am 4. Januar 1896 „sprang beim Kiesfahren auf dem Relzower Felde die Lokomotive der Anklam-Lassaner Kleinbahn plötzlich aus dem Geleise und wühlte sich in den Erdboden. Mit Hilfe mehrerer Bahnarbeiter, die von Anklam herbeigeholt wurden, gelang es, dieselbe wieder auf das Geleis zu bringen. Der Materialschaden ist unbedeutend…“